# Barbara Bellomo
Barbara Bellomo (...) è una scrittrice italiana.

## Biografia
Barbara Bellomo, figlia di madre tedesca, è nata in Sicilia e si è laureata a Catania in Lettere. Dopo un dottorato di ricerca in Storia antica, conseguito all’Università di Messina, ha lavorato per diversi anni con due assegni di ricerca presso la cattedra di Storia Romana all’Università di Catania, per poi insegnare all'Istituto Nautico della stessa città.
Dopo diverse pubblicazioni di storia romana, fra cui la monografia Le immunità ecclesiastiche. Dinamiche sociali, religiose ed economiche da Costantino a Teodosio II nel 2006, si è dedicata alla scrittura di romanzi gialli, thriller storici e storie familiari. Tra il 2016 e il 2018 ha pubblicato i tre romanzi della serie di Isabella De Clio (La ladra di ricordi, Il terzo relitto e Il peso dell’oro), seguiti nel 2020 da Il libro dei sette sigilli e nel 2022 da La casa del carrubo. Nel 2024 è uscita La biblioteca dei fisici scomparsi per Garzanti.

## Opere

### Serie di Isabella De Clio
- La ladra di ricordi, Collana Romanzi, Salani, 2016, ISBN 9788869184161.
- Il terzo relitto, Collana Romanzi, Salani, 2017, ISBN 9788869184178.
- Il peso dell’oro, Collana Romanzi, Salani, 2018, ISBN 9788893810654.

### Thriller storici
- Il libro dei sette sigilli, Collana, Salani, 2020, ISBN 9788893818971.

### Romanzi storici
- La casa del carrubo, Collana Romanzi, Salani, 2022, ISBN 9788831004701
- La biblioteca dei fisici scomparsi, Narratori moderni, Garzanti, 2024, ISBN 9788811012498.

 Etnabook Letteratura 2022
 EtnAci Letteratura 2023